# Siegfried Körber
Siegfried Körber (* 26. März 1936 in Wittenberg; † 17. September 2019 in Audenge) war ein deutscher Maler, Grafiker und Hochschullehrer.

## Leben und Werk
Körber studierte von 1954 bis 1959 an der Fachhochschule für angewandte Kunst in Potsdam bzw. Berlin. Nach dem Abschluss als Diplom-Designer studierte er von 1959 bis 1965 Kunsterziehung am Pädagogischen Institut Erfurt und an der Karl-Marx-Universität Leipzig. Ab 1964 war er Mitarbeiter und Hochschullehrer im Bereich Bildende Kunst der Pädagogischen Hochschule Erfurt. Von 1965 bis 1967 absolvierte er ein externes Studium der Malerei und Graphik bei Hans Theo Richter an der Hochschule für Bildende Künste Dresden. 1976 promovierte er an der Pädagogischen Hochschule Erfurt zu dem Thema „Zur Grundlagenausbildung der Fachlehrer für Kunsterziehung im Lehrgebiet Bildende Kunst (Grafik) unter besonderer Beachtung der erziehungswirksamen Gestaltung der Lehrveranstaltungen“.
An der Pädagogischen Hochschule Erfurt wurde er 1980 Abteilungsleiter bildende Kunst, 1982 Hochschuldozent und 1989 Professor mit künstlerischer Lehrtätigkeit. 2002 ging er in den Ruhestand und widmete sich seitdem ganz der Malerei und Grafik. Er gehörte seit 2011 zur 1994 gegründeten Künstlergruppe Hohenfelden e.V., der außerdem Beate Borchard (1964–2017), Klaus Bose (* 1940), Ekkehard Franz (* 1947), Elvira Franz (* 1951), Helmut Griese (1925–2009), Evelyn Körber (* 1959), Kerstin Kreller (* 1958), Stefan Kreller, Hans-Peter Marder (1951–2021) und Jürgen Postel (* 1951) angehörten.
Körber beherrschte diverse Techniken, wurde aber vor allem als Aquarellist bekannt. Er hielt sich mehrmals auf Rügen und auf Hiddensee auf, u. a. zu Praktika mit Kunststudenten. Studienreisen führten ihn seit 1990 u. a. nach Norwegen und Ägypten und zuletzt nach Frankreich, wo er im September 2019 verstarb.
Körber war Mitglied des Verbands Bildender Künstler der DDR.

## Ehrungen
- 1988: internationaler Nivódij-Kunstpreis der Künstlerkolonie von Hajdúsági

## Rezeption
„Sein Schaffen ist eng mit den älteren Thüringer Landschaftsmalern wie Otto Paetz und Otto Knöpfer verbunden – er aktualisiert deren künstlerische Perspektiven auf Natur und Landschaft und bevorzugt wie seine Vorgänger die unmittelbare Begegnung mit der Landschaft en pleinair. Dabei schuf er jedoch kaum Gemälde, sondern kultivierte die Techniken der Kreidezeichnung und des Aquarells.“

## Ausstellungen

### Einzelausstellungen (Auswahl)
- 1989: Mainz, Foyer des Theaters (Aquarelle)
- 2011: Hohenfelden, Thüringer Freilichtmuseum („Vor Ort“. Zeichnungen und Aquarelle)
- 2017: Erfurt, Schlossmuseum Molsdorf („Siegfried Körber: Elementares. Aquarelle und Zeichnungen“)[4]

### Ausstellungsbeteiligungen (Auswahl)
- 1975: 1979 und 1984: Erfurt, Bezirkskunstausstellungen
- 1986: Gotha, Schlossmuseum („Das Urteil des Paris in der bildenden Kunst der DDR“)
- 2012: Bad Berka, Coudrayhaus („Vertraute Schatten – Fremdes Licht“. Künstlergruppe Hohenfelden)
- 2017: Saalfeld, Saale-Galerie (Werkschau der Künstlergruppe Hohenfelden)[5]